# Messapicetus
Il messapiceto (gen. Messapicetus) è un cetaceo estinto, appartenente agli odontoceti. Visse nel Miocene superiore (circa 10 - 7 milioni di anni fa) e i suoi resti fossili sono stati ritrovati in Europa, Sudamerica e Nordamerica.

## Descrizione
Questo animale, lungo solitamente 3-5 metri, doveva essere piuttosto simile a uno zifio attuale, specie con la quale era strettamente imparentato. Tuttavia, il cranio possedeva numerose caratteristiche distintive soprattutto per quanto riguarda il muso: esso era estremamente allungato, e molto più lungo rispetto a quello di tutti gli altri zifiidi attuali o estinti. Inoltre, Messapicetus possedeva denti disposti lungo tutta la mandibola e la mascella; ogni dente era dotato di una strana radice appiattita. Tutte le specie attuali di zifio, tranne una, sono dotate di un paio di corte zanne nella mandibola; anche Messapicetus era dotato di queste due zanne, che erano poste all'estremità della mandibola, ma possedeva anche piccoli denti aguzzi delle stesse dimensioni (come l'attuale Tasmacetus shepherdi). 
La ricostruzione della muscolatura del collo di Messapicetus suggerisce che questo animale possedesse un collo più flessibile rispetto a quello degli zifiidi attuali, a causa del basso grado di fusione delle vertebre cervicali e delle grandi inserzioni per i muscoli del collo (Ramassamy et al., 2018).

## Classificazione
Il genere Messapicetus venne descritto per la prima volta nel 1992, sulla base di resti fossili ritrovati in Salento (Italia), nella cosiddetta "Pietra Leccese" risalente al Miocene superiore. La specie tipo è Messapicetus longirostris. Un'altra specie, M. gregarius, è stata descritta nel 2010 ed è nota per numerosi esemplari provenienti dalla formazione Pisco del Perù. Altri fossili attribuiti al genere Messapicetus sono stati ritrovati in Maryland (Stati Uniti). 
Messapicetus è considerato un rappresentante basale degli zifiidi (Ziphiidae), le cosiddette "balene dal becco" attualmente rappresentate da numerose specie. Sembra che Messapicetus, in ogni caso, fosse già abbastanza specializzato a causa della particolare conformazione del muso. 

## Paleobiologia
Un ritrovamento eccezionale proveniente dalla formazione Pisco mostra un esemplare di Messapicetus gregarius e un alto numero di pesci simili a sardine (Sardinops sagax) sparse tutto intorno al capo dell'esemplare; all'interno della zona del petto e della gola del cetaceo sono presenti altri fossili della stessa specie di pesci. È altamente probabile che questo esemplare di Messapicetus abbia predato un intero branco di piccoli pesci per poi morire poco dopo, probabilmente a seguito di un avvelenamento da tossina. Questo ritrovamento rafforza l'ipotesi di Messapicetus come predatore epipelagico di pesci, al contrario degli zifiidi più specializzati che cacciano a grandi profondità. Sembra inoltre che l'estinzione di Messapicetus e di forme simili coincida con la notevole radiazione evolutiva dei veri delfini (Delphinidae), ma non è chiaro il rapporto causa-effetto (Lambert et al., 2015). 
L'alto numero di esemplari fossili di Messapicetus gregarius in una sottile sezione di rocce sedimentaria di una piccola area geografica ha portato gli studiosi a ipotizzare che questa specie abitasse continuativamente l'area del mare che ha poi sepolto le loro ossa. Questo potrebbe essere un esempio fossile della cosiddetta "site fidelity", ovvero il continuo ritorno di una particolare specie animale a un dato posto o area. 
Sembra che Messapicetus gregarius fosse un animale sessualmente dimorfico: i maschi erano provvisti di crani più grandi e dotati di zanne all'estremità della mandibola, mentre le femmine ne erano sprovviste. I maschi degli attuali zifiidi spesso combattono grazie a queste zanne, ed è possibile che lo facessero anche gli esemplari di Messapicetus.